# Mnemea
Mneme (del grec Μνήμη Mnéme), segons la mitologia grega, és una de les tres muses antigues. Era la musa de la memòria.